# Ensiferum (album)
Az Ensiferum a finn Ensiferum zenekar bemutatkozó lemeze, 2001 januárjában jelent meg a Spinefarm Recordsnál.

## Az album dalai
Az összes dalszöveg szerzője Jari Mäenpää, kivéve Goblins' Dance, amelynek Valtias Mustatuuli. 
| 1.    | Intro (Toivonen/Mäenpää)                              | 1:50 |
| 2.    | Hero in a Dream (Toivonen/Mäenpää)                    | 3:40 |
| 3.    | Token of Time (Mäenpää)                               | 4:16 |
| 4.    | Guardians of Fate (Toivonen/Mäenpää)                  | 3:34 |
| 5.    | Old Man (Väinämöinen Part I) (Toivonen)               | 5:33 |
| 6.    | Little Dreamer (Väinämöinen Part II) (Toivonen/Fokin) | 5:21 |
| 7.    | Abandoned (Toivonen)                                  | 6:50 |
| 8.    | Windrider (Toivonen)                                  | 5:41 |
| 9.    | Treacherous Gods (Toivonen)                           | 5:12 |
| 10.   | Eternal Wait (Toivonen)                               | 5:14 |
| 11.   | Battle Song (Toivonen)                                | 3:20 |
| 12.   | Goblins' Dance (Toivonen)                             | 4:29 |
| 55:00 |                                                       |      |

## Közreműködők

### Ensiferum
- Jari Mäenpää − gitár, ének
- Markus Toivonen − gitár
- Jukka-Pekka Miettinen − basszusgitár
- Oliver Fokin − ütős hangszerek

### Vendégzenészek
- Henri Sorvali (Trollhorn) − szintetizátor
- Marita Toivonen − kantele
- Johanna Vakkuri − ének (#10)
- Teemu Saari − ének
- Antti Mikkonen − ének